# Доњи Раковац (Маглај)
Доњи Раковац је насељено мјесто у општини Маглај, Босна и Херцеговина.

## Становништво
|             | 2013.       | 1991.        | 1981.        | 1971.        |
| Укупно      | 36 (100,0%) | 578 (100,0%) | 673 (100,0%) | 699 (100,0%) |
| Срби        | 36 (100,0%) | 555 (96,02%) | 657 (97,62%) | 687 (98,28%) |
| Остали      | –           | 23 (3,979%)  | 10 (1,486%)  | 5 (0,715%)   |
| Југословени | –           | –            | 3 (0,446%)   | 4 (0,572%)   |
| Хрвати      | –           | –            | 2 (0,297%)   | –            |
| Бошњаци     | –           | –            | 1 (0,149%)1  | 3 (0,429%)1  |

1. 1 На пописима од 1971. до 1991. Бошњаци су пописивани углавном као Муслимани.